# Aldo Montano (vívó, 1978)
Aldo Montano (Livorno, 1978. november 18. –) olimpiai, világ- és Európa-bajnok olasz kardvívó. Aldo Montano olimpiai ezüstérmes, világbajnok kardvívó unokája; Mario Aldo Montano olimpiai és világbajnok kardvívó fia. A C.S. Roma klub versenyzője.

## Sportpályafutása
1995-ben a párizsi kadett világbajnokságon 21. lett egyéniben. Az 1996-os junior világbajnokságon Tournai-ben egyéniben a hetedik helyet szerezte meg, míg a junior Európa-bajnokság egyéni számában 24. lett. Első érmét a világversenyeken 1997-ben szerezte meg, amikor a tenerifei Puerto de la Cruzban megrendezett junior világbajnokságon a harmadik helyen végzett egyéniben és csapatban is. Ugyanebben az évben a junior Európa-bajnokságon 18. helyezett lett egyéniben. 1998-ban a venezuelai Valencia városában a junior világbajnokságon 17. lett egyéniben, míg csapatával a hetedik helyezést szerezte meg. A Palma de Mallorca-i nyári universiadén 1999-ben az egyéni versenyben 29. lett, csapatban az ötödik helyen végzett.
2001-ben a koblenzi Európa-bajnokságon egyéniben 21., csapatban ötödik lett. Ugyanebben az évben megnyerte az olasz bajnokságot egyéni kardvívásban, csapatban második lett. 2002-ben Moszkvában az Európa-bajnokságon ezüstérmet szerzett csapatban, egyéniben pedig ötödik lett. A lisszaboni világbajnokságon 19. helyen végzett egyéniben, a csapatversenyben ezüstérmes lett. Az olasz bajnokságon csapatban arany-, egyéniben bronzérmes lett. A bourges-i Európa-bajnokságon 2003-ban csapatban a második, egyéniben a 12. helyen végzett. A világbajnokságon a kubai Havannában bronzérmet szerzett egyéniben, míg csapatával hatodik lett. Az olasz bajnokságon egyéniben és csapatban is első helyezett lett.
2004-ben az Athénban megrendezett nyári olimpiai játékokon aranyérmet szerzett egyéni kardvívásban; a döntőben a magyar Nemcsik Zsoltot győzte le 15–14-re. Az olimpia csapatversenyében – Gianpiero Pastore és Luigi Tarantino társaságában – a második helyen végzett, miután a döntőben 42–45-ös összesítéssel kikaptak Franciaország csapatától (Julien Pillet, Damien Touya, Gael Touya). 2004. szeptember 27-én kitüntették az Olasz Köztársasági Érdemrend parancsnoki fokozatával.
Az Európa-bajnokságon 2005-ben Zalaegerszegen egyéniben első helyezett lett, miközben nyolcadik lett csapatban. A lipcsei világbajnokságon egyéniben a hatodik helyen zárt, csapatban második helyezést ért el. A spanyolországi Almeríában megtartott mediterrán játékokon aranyérmet szerzett az egyéni számban. Az olasz bajnokságon az egyéni és a csapatszámban is első helyezett lett. A torinói 2006-os világbajnokságon harmincadik lett egyéniben. 2007-ben a világbajnokságon Szentpéterváron két érmet is szerzett: egyéniben második, csapatban harmadik helyezett lett. Az olasz bajnokságon egyéniben az első helyezést szerezte meg, csapatban ezüstérmesként zárt.
A 2008-as pekingi olimpiai játékok egyéni versenyszámának nyolcaddöntőjében a spanyol Jorge Pina 15–14-re legyőzte, így végül a tizedik helyet szerezte meg. A csapat kardvívásban – Luigi Tarantinóval, Giampiero Pastorével és Diego Occhiuzzival – az elődöntőben 41–45-re kikaptak Franciaországtól (Julien Pillet, Boris Sanson, Nicolas Lopez), majd a bronzmérkőzésen 45–44-re legyőzték Oroszországot (Nyikolaj Kovaljov, Sztanyiszlav Pozdnyakov, Alekszej Jakimenko), így bronzérmet szereztek.
A bulgáriai Plovdivban megrendezett Európa-bajnokságon 2009-ben csapatban aranyérmet szerzett Diego Occhiuzzi, Giampiero Pastore és Luigi Tarantino társaként. Az antalyai világbajnokságon ezüstérmes lett a kardcsapat tagjaként. Az olasz bajnokságon egyéniben a harmadik helyen végzett. 2010-ben a lipcsei Európa-bajnokságon aranyérmes lett csapatban. A Párizs városában megtartott világbajnokság csapatversenyében a második helyen zárt. Ugyanebben az évben az olasz bajnokság egyéni számában első helyen végzett. A 2011-es sheffieldi Európa-bajnokságon aranyérmet szerzett csapatban, egyéniben viszont a később bronzérmet szerző magyar Szilágyi Áron 15–14-re legyőzte a negyeddöntőben, így hatodik helyezést ért el. A világbajnokságon Cataniában – pályafutása során először – világbajnok lett, amikor az egyéni verseny döntőjében 15–13-ra legyőzte a német Nicolas Limbachot. A csapatszámban a harmadik helyet szerezte meg Luigi Tarantino, Giampiero Pastore és Diego Occhiuzzi társaként. Az olasz bajnokságon egyéniben ismét aranyérmet szerzett.
A London városában megrendezett 2012. évi nyári olimpiai játékokon egyéniben a nyolcaddöntőben 13–15-re kikapott a szintén olasz Diego Occhiuzzitól, ezzel a 11. helyen zárta a versenyszámot. A kardcsapat tagjaként – Diego Occhiuzzi, Luigi Tarantino és Luigi Samele mellett – az elődöntőben 37–45-re kikapott a dél-koreai Ku Bongil–Kim Dzsonghvan–O Unszok–Von Ujong-négyestől. Ezt követően a bronzéremért vívott meccsen 45–40-re győztek Oroszország csapata (Nyikolaj Kovaljov, Sztanyiszlav Pozdnyakov, Alekszej Jakimenko) ellen.
2013 júniusában a horvátországi Zágrábban megrendezett Európa-bajnokságon a csapatversenyben aranyérmet szerzett. A budapesti világbajnokság egyéni versenyszámának nyolcaddöntőjében 9–15-ös vereséget szenvedett a későbbi bronzérmes magyar Szilágyi Árontól, így a tizennegyedik helyen zárt. Csapatban – Diego Occhiuzzi, Luigi Samele és Enrico Berrè mellett – a negyeddöntőig jutott, ahol Fehéroroszország csapatától 43–45-re kikaptak. A világbajnokság 5–8. helyért vívott mérkőzésein előbb legyőzték a magyarországi csapatot (45–41), majd kikaptak Németország vívóitól (40–45), így végül a hatodik helyen végeztek.

## Családja
Aldo Montano vívócsaládból származik. Nagyapja, Aldo Montano (1910–1996) két olimpián ezüstérmet szerzett, valamint ötször világbajnoki aranyérmes lett. Édesapja, Mario Aldo Montano (1948–) az 1972-es müncheni olimpiai játékokon aranyérmet szerzett, továbbá kétszer lett első a világbajnokságokon. Édesapjának unokatestvérei szintén olimpiai érmes sportolók: Mario Tullio Montano (1944–2017) olimpiai bajnok, világbajnoki bronzérmes kardvívó, Carlo Montano (1952–) olimpiai és világbajnoki ezüstérmes tőrvívó, Tommaso Montano (1953–) pedig olimpiai ezüstérmes, világbajnoki bronzérmes kardvívó.

## Díjai, elismerései
- Olasz Köztársasági Érdemrend – parancsnoki fokozat (2004)[6]